# Швабе, Фёдор Борисович
Фёдор Бори́сович Шва́бе (урожд. Теодо́р Шва́бе, нем. Theodor Schwabe; 4 декабря 1813, Цербст, княжество Ангальт-Дессау — 18 декабря 1880, Берлин, Германская империя) — немецкий предприниматель, заработавший свой капитал в России, в области оптико-механической промышленности, основатель московской фирмы и торгового дома «Ф. Швабе».

## Биография
Теодор Швабе родился 2 декабря 1813 года в Цербсте. Приехав в Москву, открыл небольшой магазин по продаже исключительно очков, пенсне и других мелких оптических принадлежностей, полученных из-за границы. Позже была открыта мастерская для ремонта и изготовления оптических и физических приборов. Упоминание о немецком купце имеется в «Адресе-календаре жителей Москвы» за 1851 год: «Швабе, Теодор, Зй гильдии купец, Мясницкая часть на Кузнецком мосту, дом князя Голицына».
В первые годы магазин и мастерская размещались в Мясницкой части, 2-й квартал, в доме Шиловского (№ 121), затем заведение переезжает в доходный дом князя М. Н. Голицына на углу Большой Лубянки и Кузнецкого моста. Мастерская фирмы размещалась во дворе дома.
В 1853 году Швабе вступил в третью гильдию московских купцов. В его мастерской с 4 токарными станками и горном в 1853—1857 годах трудились 12 рабочих. К тому времени фирма Швабе уже являлась комиссионером Императорского Казанского университета и Московского Кадетского корпуса.
Впервые он принял участие в 10-й Всероссийской мануфактурной выставке 1853 года в Москве, где его фирма представила большой телескоп, несколько микроскопов, весы и солнечные часы. По результатам выставки Швабе получил Большую серебряную медаль. В наградном документе отмечалось:

«Швабе Федору (Московскому 3й гильдии купцу), за превосходные оптические, физические и математические инструменты и снаряды, приготовляемые на его заведении, снискавшем за короткое время всеобщую известность и первенствующем в настоящее время в Москве».
В 1854 году в качестве подарка для Императора Николая I фирма Швабе сделала модель пушки, за которую Фёдор Борисович получил в награду бриллиантовый перстень с рубином, а также заказ от Начальника Главного Штаба Его Императорского Величества по Военно-учебным заведениям изготовить такие же модели для всех Санкт-Петербургских и Московских Кадетских корпусов. В 1858 году Фёдор Швабе стал купцом 2-й гильдии.
На 13-й Всероссийской выставке русских мануфактурный произведений, проходившей в Москве в 1865 году, фирма «Ф. Швабе» была удостоена золотой медали. В отчёте экспертной комиссии говорилось:

«…экспоненты Кони и Швабе имеют магазины в Москве и при них хорошо устроенные мастерские, что даёт им возможность не ограничиваться только торговлей выписываемыми из за границы инструментами, но и, при случае, самим исполнять инструменты довольно сложные и нередко требующие большой тщательности в работе… Инструменты, выставленные г.г. Швабе и Кони, по достоинству исполнения и чистоте отделки, должны быть отнесены к первому разряду, при чем вещи г. Швабе по большему разнообразию имеют даже некоторые преимущества. Относительно последнего, эксперты обратили особенное внимание на астролябию нового устройства с трубою, которая хотя выставлена и от г. Кони. Но первоначально была исполнена г. Швабе по заказу и указаниям межевого корпуса. <…> Принимая во внимание, что заведение г. Швабе, приготовляющее в большом количестве физические, геодезические и математические инструменты весьма хорошего достоинства и принадлежит в настоящее время к числу первенствующих в Москве заведений этого рода и пользуется большой известностью и что г. Швабе особенно замечателен тем, что снабжает своими инструментами наши учебные заведения, положено: г. Швабе назначить малую золотую медаль».
В 1872 году племянник Швабе баварский подданный Давид Альберт Гамбургер (1842—1901) начал работать на Швабе простым служащим. В 1873 году Швабе вместе с Гамбургером основал Торговый дом «Ф. Швабе». Когда в 1870-х годах в Российской империи вырос спрос на хирургические инструменты, допускающие антисептическую обработку, только торговая компания Ф. Швабе смогла его удовлетворить и успешно конкурировать с зарубежными продуктами.
Швабе покинул торговый дом «Ф. Швабе» в 1880 году и передал Гамбургеру свою долю и права на именование. На крыше здания, в котором располагалась его компания, находилась небольшая астрономическая башня с люками в куполе, откуда все желающие с помощью подзорной трубы могли наблюдать за звёздами. Заведующим общедоступной частной обсерваторией Ф. Швабе в 1890—1895 гг. являлся Константин Доримедонтович Покровский. В 1912 году торговый дом «Ф. Швабе» был преобразован в акционерное общество.
Швабе был женат на Генриете-Паулине Бауман (15 января 1829, Магдебург — 13 февраля 1903, Лихтерфельде) и имел 6 детей.

## Память
В честь Фёдора Борисовича Швабе назван холдинг «Швабе», входящий в российскую государственную корпорацию «Ростех» и занимающийся разработкой и производством высокотехнологичных оптико-электронных систем как военного, так и гражданского назначения, производством оптического, медицинского и энергосберегающего оборудования.